# Parakinetica stewartii
Parakinetica stewartii är en armfotingsart som beskrevs av Richardson 1987. Parakinetica stewartii ingår i släktet Parakinetica och familjen Terebratellidae. Inga underarter finns listade i Catalogue of Life.